# Nový hrad (okres Rychnov nad Kněžnou)
Nový hrad (též Klečkov) je zřícenina hradu severovýchodně od Skuhrova nad Bělou v okrese Rychnov nad Kněžnou v Královéhradeckém kraji. Hrad obývaný v průběhu patnáctého století stával na ostrohu v meandru říčky Bělá. Zřícenina je chráněna jako kulturní památka.

## Historie
Hrad byl založen nejspíše pány z Častolovic na přelomu čtrnáctého a patnáctého století nebo na začátku husitských válek. První písemná zmínka o něm pochází z roku 1427, kdy jej vlastnil Půta III. z Častolovic. Označení nový jej mělo odlišit od staršího hradu v okolí, pravděpodobně od hradu Hlodný. V roce 1440 Nový hrad oblehl Jan Kolda II. ze Žampachu, ale podařilo se mu dobýt pouze předhradí. Obránce podpořila krajská hotovost vedená hejtmanem hradeckého kraje Jetřichem z Miletínka, která na hrad dopravila zásoby a Koldovy ozbrojence z předhradí vytlačila.
Hrad nejspíše patřil k dědictví Jiřího z Poděbrad a ve druhé polovině patnáctého století byl spravován z jeho litického panství. Jindřich starší z Minsterberka toto panství v roce 1495 prodal Vilémovi z Pernštejna. Podle smlouvy byl v té době Nový hrad pustý a patřily k němu vsi Malý a Velký Uhřínov s podacím právem ke kostelu svatého Vavřince. Od té doby zřícenina ležela na území potštejnského panství, dokud rýnský falckrabě Arnošt roku 1558 neprodal Skuhrovsko s Velký Uhřínovem, pustým Novým hradem a svobodnou rychtou Benjaminovi z Vlkanova. Poslední zpráva o Novém hradu je z roku 1576.

## Stavební podoba
Za staveniště hradu byla zvolena homolovitá vyvýšenina ostrožny obtékané meandrem říčky Bělé. Pětidílný hrad měl protáhlý půdorys s délkou 250 metrů. Nebyl postaven jako reprezentační sídlo, ale plnil funkci vojenského opěrného bodu vybudovaného na počátku husitských válek. V jeho rozsáhlém opevnění téměř chybí prvky aktivní dělostřelecké obrany, ovšem severovýchodní bašta byla řešena velmi pokrokovým způsobem a předznamenala pozdně gotické rondely použité v Pardubicích nebo na Kunětické hoře.
Přístup k hradními jádru chránila dvě předhradí. Z prvního předhradí s bočními příkopy se dochovala protáhlá plošina beze stop zástavby. Za ní následuje příkop vysekaný ve skále a druhé předhradí. V jeho terénu jsou patrné reliéfní stopy brány a obvodové hradby. Na jižní straně obranyschopnost zesiloval příkop s vnějším valem, který dále pokračuje k jižní straně hradního jádra. Na severovýchodě z valu vystupuje polookrouhlá bašta, jejíž půdorys níže ve svahu kopírovala parkánovitá hradba. Bašta pravděpodobně byla k opevnění připojena dodatečně.
Jádro od druhého předhradí odděluje široký třetí příkop, na jehož dně se nachází prohlubeň, která nejspíše sloužila jako nádrž na vodu. Výškově se hradní jádro člení do třech úrovní. Přístupová cesta nejprve vedla spodním oddílem, opevněným zlomkovitě dochovanou hradbou. Poté prošla malým příhrádkem a vstoupila do střední části jádra, jehož hradba měla zaoblená nároží. Nejvyšší část jádra obíhal parkán. Hlavní obytnou stavbou zde snad byla hranolová věž, ale četné zlomky zdiva a terénní relikty naznačují možnost složitější zástavby.

## Přístup
Přímo pod hradem vede silnice II/321 ze Skuhrova nad Bělou do Deštného v Orlických horách. Zřícenina je volně přístupná, ale nevede k ní žádná turisticky značená trasa.